# Obere Donau Kraftwerke
Die Obere Donau Kraftwerke AG ist ein am 18. Dezember 1958 gegründetes Tochterunternehmen der Rhein-Main-Donau GmbH mit Sitz in Landshut, das Eigentümerin von sechs Laufwasserkraftwerken an der oberen Donau zwischen Ulm und Dillingen ist.  Die Gesellschaft ist verpflichtet, die dargebotene Energie der Rhein-Main-Donau GmbH zu Selbstkosten zu überlassen.
Die sechs Kraftwerke der Gesellschaft sind identisch ausgestattet. Jedes Kraftwerk besitzt zwei Maschinensätze. Bei den Maschinen handelt es sich um zwei doppeltregulierte Kaplanturbinen mit stehender Welle und je einem direkt aufgesetzten Synchrongenerator. Die Fallhöhen variieren zwischen 5,00 und 6,61 Meter, die Gesamtleistung je Kraftwerk liegt zwischen 7,35 und 10,1 Megawatt, im Durchschnitt werden 49,5 GWh pro Kraftwerk und Jahr erzeugt. Die Betriebsführung der Kraftwerke liegt bei der Bayerische Elektrizitätswerke GmbH in Augsburg.
| Kraftwerk                 | Ort           | Leistung [MW] | Fallhöhe [m] | Anzahl Turbinen | Regelarbeitsvermögen [GWh] | Baujahr | Flusskilometer |
| ------------------------- | ------------- | ------------- | ------------ | --------------- | -------------------------- | ------- | -------------- |
| Kraftwerk Oberelchingen ⊙ | Oberelchingen | 9,35          | 6,50         | 2               | 49,2                       | 1960    | 2575,058       |
| Kraftwerk Leipheim ⊙      | Leipheim      | 9,37          | 6,50         | 2               | 50,1                       | 1961    | 2568,46        |
| Kraftwerk Günzburg ⊙      | Günzburg      | 9,0           | 6,50         | 2               | 51,0                       | 1962    | 2562,76        |
| Kraftwerk Offingen ⊙      | Offingen      | 7,35          | 5,00         | 2               | 42,6                       | 1963    | 2556,37        |
| Kraftwerk Gundelfingen ⊙  | Gundelfingen  | 7,35          | 5,00         | 2               | 42,6                       | 1964    | 2551,95        |
| Kraftwerk Faimingen ⊙     | Faimingen     | 10,1          | 6,61         | 2               | 61,0                       | 1965    | 2545,56        |

## Galerie

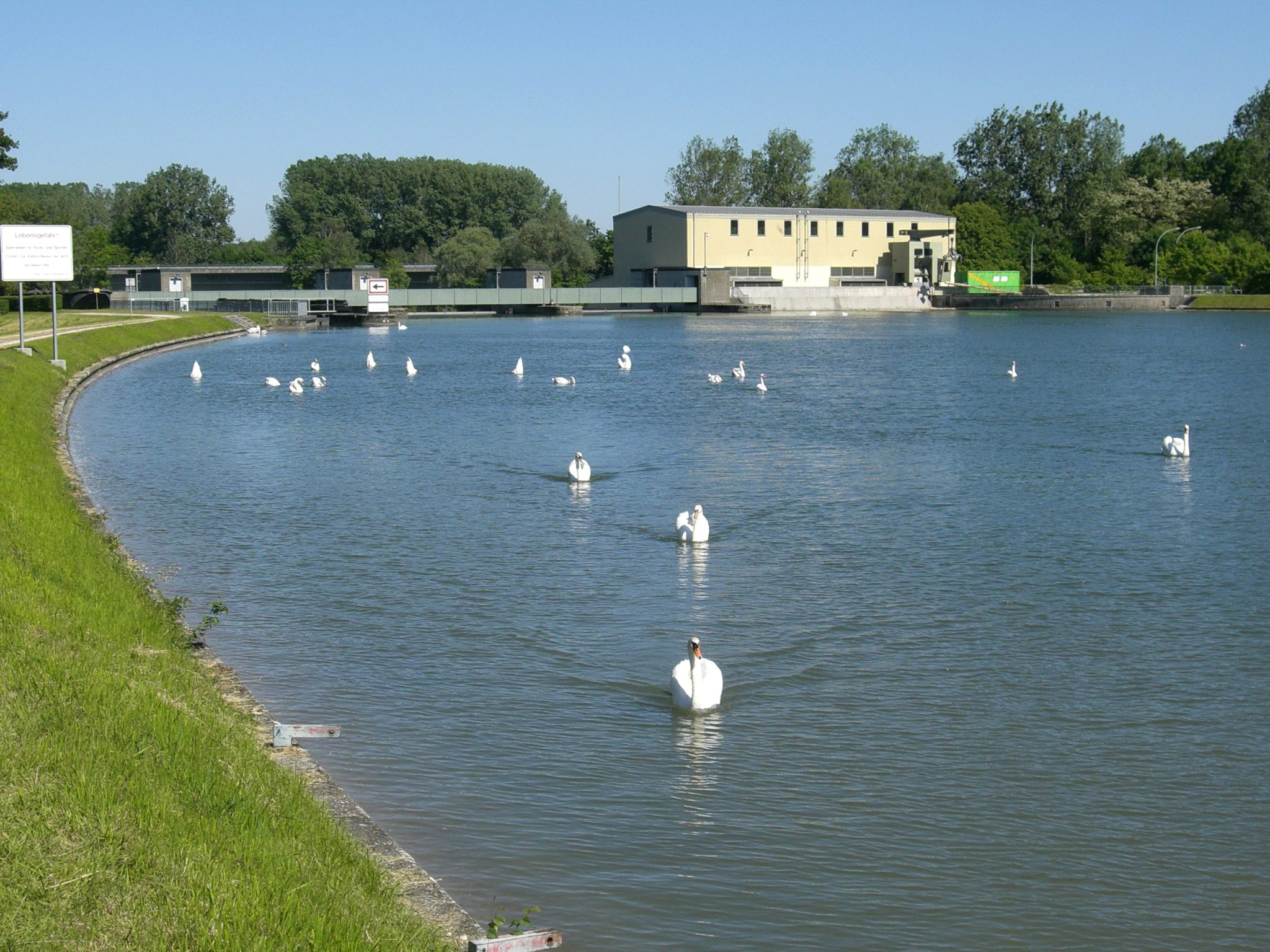
Kraftwerk Oberelchingen
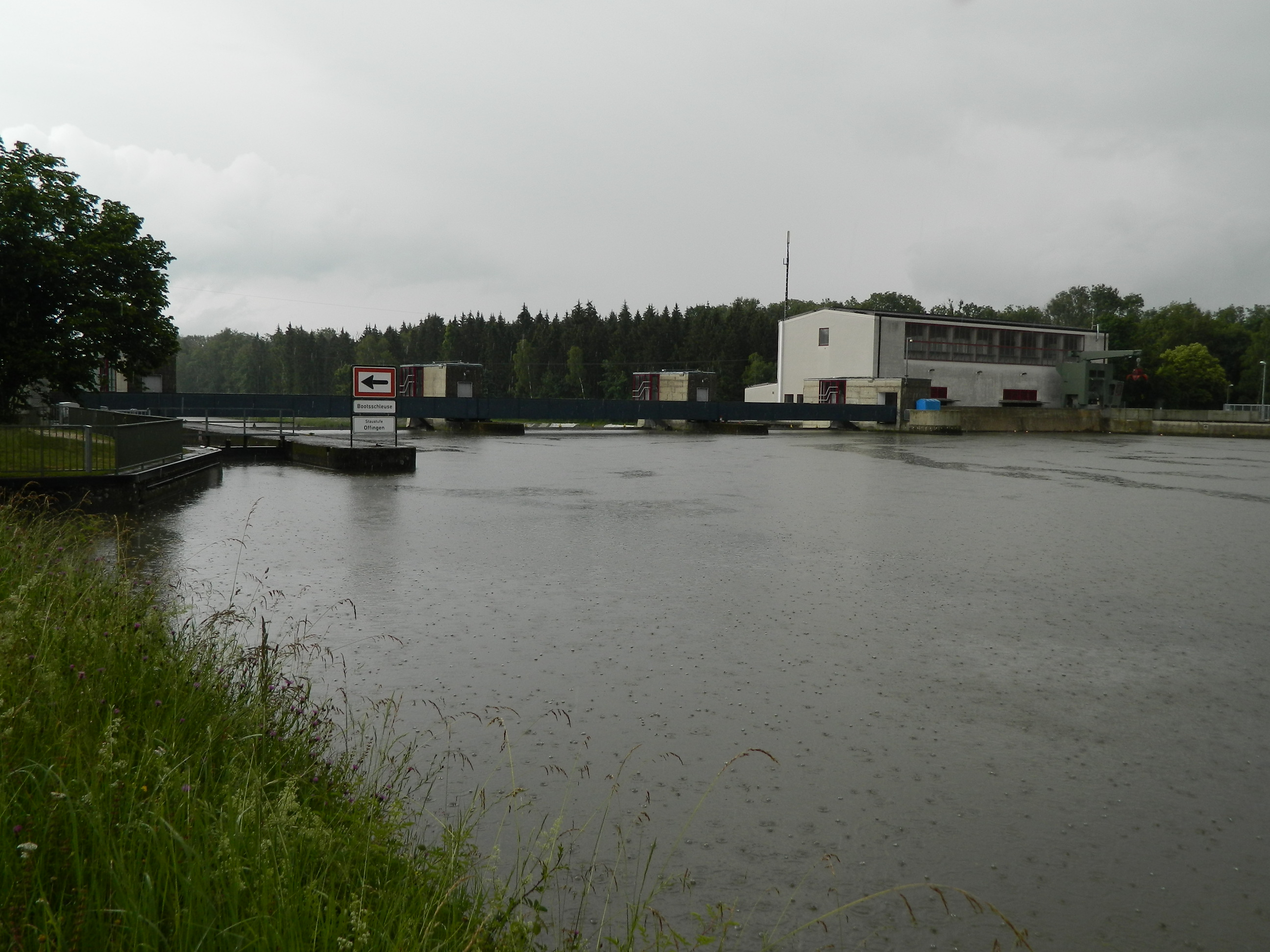
Kraftwerk Offingen